# Alexander Timofejewitsch Aksinin
Alexander Timofejewitsch Aksinin (russisch Александр Тимофеевич Аксинин; englisch Aleksandr Aksinin; * 4. November 1954 in Leningrad, Russische SFSR, Sowjetunion; † 28. Juli 2020) war ein sowjetischer Leichtathlet und Olympiasieger. Bei einer Körpergröße von 1,73 m betrug sein Wettkampfgewicht 67 kg.
Seinen ersten großen internationalen Auftritt hatte Alexander Aksinin bei den Europameisterschaften 1974 in Rom, als er mit der sowjetischen 4-mal-100-Meter-Staffel in 39,03 Sekunden Vierter wurde, vier Hundertstelsekunden hinter der Staffel aus der DDR auf Platz 3. Bei den Halleneuropameisterschaften 1975 in Kattowitz belegte er über 60 Meter in 6,67 Sekunden Platz 2 hinter seinem Staffelkollegen Walerij Borsow.
1976 bei den Olympischen Spielen in Montreal scheiterte Aksinin im 100-Meter-Lauf im Halbfinale. Mit der Staffel in der Besetzung Alexander Aksinin, Nikolai Kolesnikow, Juris Silovs und Walerij Borsow war die Sowjetunion im Finale vertreten und gewann in 38,78 Sekunden hinter den Staffeln aus den Vereinigten Staaten und der DDR Bronze.
Bei den Halleneuropameisterschaften 1978 in Mailand gewann Aksinin Bronze in 6,73 Sekunden Bronze. Im Freien bei den Europameisterschaften 1978 wurde Aksinin Siebter im 200-Meter-Lauf in 20,87 Sekunden. Die sowjetische Staffel gewann mit Aksinin als drittem Läufer in 38,82 Sekunden Bronze, vier Hundertstelsekunden hinter der DDR, während die Polen deutlich vorn lagen. Bei den Halleneuropameisterschaften 1979 in Wien belegte Aksinin in 6,66 Sekunden Platz 4. Ein Jahr später in Sindelfingen gewann er Bronze in 6,63 Sekunden.
Bei den Olympischen Spielen 1980 in Moskau waren die Sprinter aus den Vereinigten Staaten wegen des Olympiaboykotts nicht am Start. Alexander Aksinin stand im 100-Meter-Finale und belegte in 10,42 Sekunden Platz 4. In der Staffel lief die Aufstellung Wladimir Murawjow, Nikolai Sidorow, Alexander Aksinin und Andrei Prokofjew und gewann das Finale in 38,26 Sekunden vor Polen, Frankreich, Großbritannien und der DDR.
Diese fünf Staffeln waren auch die Favoriten bei den Europameisterschaften 1982 in Athen. Die Staffel der Sowjetunion in der Besetzung Sergei Sokolow, Aksinin, Prokofjew und Sidorow gewann den Europameistertitel in 38,60 Sekunden vor den mit 38,71 Sekunden zeitgleichen Staffeln aus der DDR (Silber) und aus der BRD (Bronze). 
Alexander Aksinin war 1976 sowjetischer Meister über 200 Meter.

## Bestzeiten
- 100 Meter: 10,26 Sekunden (1980)
- 200 Meter: 20,80 Sekunden (1980)